# 120° westerlengte
120° westerlengte (ten opzichte van de nulmeridiaan) is een meridiaan of lengtegraad, onderdeel van een geografische positieaanduiding in bolcoördinaten. De lijn loopt vanaf de Noordpool naar de Noordelijke IJszee, Noord-Amerika, de Grote Oceaan, de Zuidelijke Oceaan en Antarctica en zo naar de Zuidpool.
In Canada vormt de meridiaan een groot gedeelte van de grens tussen de provincies British Columbia en Alberta. In de Verenigde Staten is 120* WL bij benadering het meest noordelijke deel van de staatsgrens tussen de staten Californië en Nevada.
De Pacific Standard Time is bepaald door de stand van de zon op de 120* meridiaan. Doordat evenwel gedurende twee/derde van het jaar een zomertijd wordt toegepast in de PST tijdzone, is het eigenlijk al die tijd de meridiaan die de Alaska Time Zone bepaalt.
De meridiaan op 120° westerlengte vormt een grootcirkel met de meridiaan op 60° oosterlengte. De meridiaanlijn beginnend bij de Noordpool en eindigend bij de Zuidpool gaat door de volgende landen, gebieden of zeeën. 
| Land, gebied of zee   | Nauwkeurigere gegevens |
| --------------------- | --- |
| Noordelijke IJszee    | |
| Canada                | Northwest Territories - Prins Patrickeiland |
| M'Clurestraat         | |
| Canada                | Northwest Territories - Bankseiland |
| Golf van Amundsen     | |
| Canada                | Nunavut, Northwest Territories (dwarst Great Bear Lake), de grens tussen British Columbia en Alberta tot Intersection Mountain, een bergtop op het punt waar de 120° WL meridiaan de Continental Divide kruist, British Columbia |
| Verenigde Staten      | Washington, Oregon, grens tussen Californië en Nevada (dwarst Lake Tahoe), Californië |
| Santa Barbara Channel | |
| Verenigde Staten      | Californië - Santa Rosa Island |
| Grote Oceaan          | |
| Zuidelijke Oceaan     | |
| Antarctica            | Niet-toegeëigend gebied in Antarctica |